# Kakrinje
Kakrinje är en ort i Bosnien och Hercegovina.   Den ligger i entiteten Federationen Bosnien och Hercegovina, i den centrala delen av landet, 11 km väster om huvudstaden Sarajevo. Kakrinje ligger 660 meter över havet och antalet invånare är 472.
Terrängen runt Kakrinje är lite kuperad. Runt Kakrinje är det ganska tätbefolkat, med 93 invånare per kvadratkilometer.. Närmaste större samhälle är Sarajevo, 11,1 km öster om Kakrinje. 
Omgivningarna runt Kakrinje är en mosaik av jordbruksmark och naturlig växtlighet.